# 王乃堂
王乃堂（1898年—1967年），原名王荫蓁，男，直隶（今河北）迁西人，中华人民共和国政治人物，曾任河北省政协副主席。